# Minangkabauština
Minangkabauština je austronéský jazyk. Používají jej zejména Minangkabauové žijící v západní a střední části indonéského ostrova Sumatra. Je podobný malajštině, přičemž podle názorů některých lingvistů je jazyk v zásadě ranou podobou malajštiny; podle jiných však jde o samostatný jazyk. Jazyk jako jeden z mála jazyků vůbec nevyužívá časování.
Ve městě Padang je jazyk někdy používán v hovorové řeči, při formálních záležitostech se místo nej zpravidla užívá indonéština. Mladí lidé někdy během hovorové řeči jazyk kombinují s indonéským slangem. Minangkabauština má nicméně několik nářečí lišících se v závislosti na regionu, kde se jazykem hovoří.

## Ukázka na příkladu číslovek
| číslo         | minangkabauština     | indonéština        | čeština     |
| ------------- | -------------------- | ------------------ | ----------- |
| 1             | cieʼ                 | satu               | jedna       |
| 2             | duo                  | dua                | dva         |
| 3             | tigo                 | tiga               | tři         |
| 4             | ampeʼ                | empat              | čtyři       |
| 5             | limo                 | lima               | pět         |
| 6             | anam                 | enam               | šest        |
| 7             | tujuah               | tujuh              | sedm        |
| 8             | lapan                | (de)lapan          | osm         |
| 9             | sambilan             | sembilan           | devět       |
| 10            | sapuluah             | sepuluh            | deset       |
| 11            | sabaleh              | sebelas            | jedenáct    |
| 15            | limo baleh           | lima belas         | patnáct     |
| 50            | limo puluah          | lima puluh         | padesát     |
| 100           | saratuih             | seratus            | sto         |
| 150           | saratuih limo puluah | seratus lima puluh | sto padesát |
| 500           | limo ratuih          | lima ratus         | pět set     |
| #,000         | ribu                 | ribu               | tisíc       |
| #,000,000     | juta                 | juta               | milion      |
| #,000,000,000 | milliar              | milliar            | miliarda    |